# Lugar común
El lugar común, truismo o perogrullada es una frase o idea considerada como un vicio del lenguaje por ser demasiado sabido o por su uso excesivo o gastado.
Presenta una o varias de las siguientes características:
- Demuestra poca imaginación de quien la expresa. Sustituye la búsqueda de ideas originales o creativas por otras ya gastadas.
- Evidencia ser una copia de una idea de otro.
- Frecuentemente usado en el discurso político como herramienta de la demagogia para engañar o maquillar la verdad.
- Simplifica una idea o concepto que quizá merecería matizarse.

En retórica se trata del principio general que se emplea para la argumentación en un discurso.